# سطر (سنقر)
سَطَر شهری واقع در شهرستان سنقر و کلیایی در استان کرمانشاه است.
شهر سطر در سمت باختر شهرستان سنقر و بر سر راه سنقر به کامیاران قرار دارد. فاصله این شهر از شهرهای کرمانشاه، همدان و سنندج تقریباً به یک اندازه است.

## وجه تسمیه
گویا سطر ابدال واژه سرتل باشد، به معنای گل سر سبد یا بر بلندای تل و تپه. از سویی اگر واژه هم آوای آن یعنی ستر (ت') را در نظر بگیریم لغت عربی و شاید به تعبیری پوشیده و مستور از باغ‌ها و درختان باشد گو اینکه به شکل ستر نیز نوشته شده‌است.

## مردم
سطر مهم‌ترین کانون سکونت کلیایی بوده و هست. شهری با دست کم دو چشمه دائمی پرآب که در پایین دست آنها باغهای فراوان خودنمایی کرده‌است و همین کافی است که سکونت در آن را علیرغم زمستان سرد و خشن برای پیشینیان توجیه پذیر کند.
ظاهراً دو نظر در مورد استقرار طوایف کلیایی در منطقه، دشت کلیایی و به طبع سَطَر وجود دارد. دیدگاه اول این است که از ابتدای عصر صفوی و با از دست دادن مسیر کوچ به سمت مناطق سنی نشین عثمانی، شاهان صفوی مناطق کلیایی را به آنها بخشیده‌اند که بعداً با تاخت و تازهای عثمانی و توجهشان به منطقه، خصوصاً سران و سربازان ایل سکونت قطعی و دائمی در منطقه نداشته‌اند و در قالب ارتش قزلباش صفوی و اردوی شاهی نادرشاه حضور داشته‌اند و ایل هم بر پیشینه کوچروی ثابت بوده‌اند و شاید تعدادی هم ساکن بوده‌اند.
نظر دوم استقرار و تخته قاپوی دائمی و اعطایی از سوی نادرشاه یا کریم خان زند است. به این معنا که به پاس وفاداری و جنگاوری و خدمات، مناطق کلیایی که مورد علاقه طوایف وند بوده به آنها اعطا شده و در روستاهای کنونی کلیایی کاملاً مستقر شده و آنها را آباد یا احداث کرده‌اند.
از جمله طوایف کلیایی به بیگوند، صوفیوند، موسیوند و … می‌توان اشاره کرد.

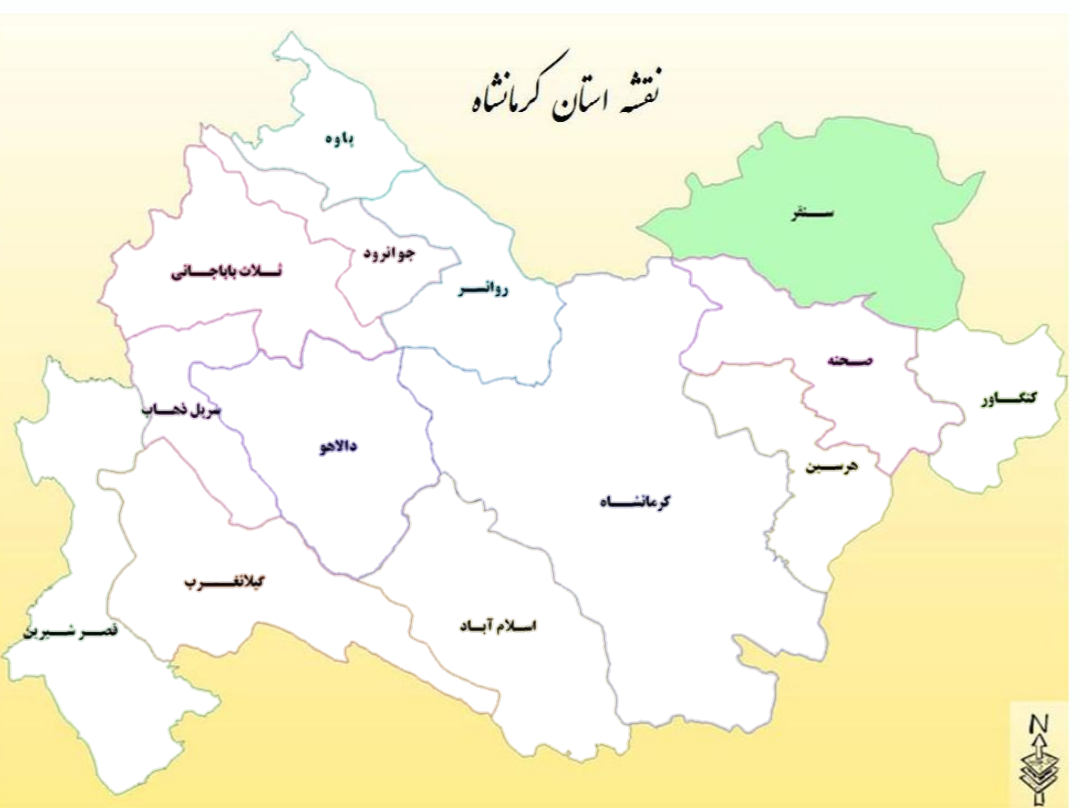

کلیایی از ایلاتِ کرمانشاهان و غربِ ایران است و در دسته‌بندی ایلات کورد قرار می‌گیرد. زبان آنها کوردی کلیایی است که در خانوادهٔ لهجه‌های جنولی کردی و در قرابت با کردی کرماشانی، کلهری و … است و در کل لهجه ای منحصر به فرد است و اطلاق کلهری به آن اشتباه است چه کلهر خود ایلی است همچون کلیایی.
با توجه به حضور پررنگ طوایف کلیایی و به خصوص بیگوند از عصر زندیه در عرصهٔ سیاسی و نظامیِ ایلاتِ غربِ مرکزی، نام کلیایی و بیگوند بیشتر بر سر زبانها افتاد. آنچه که مشخص است نام کلیایی و طایفه بیگوند از زمان کریم خان در منابع تاریخی آمده‌است و قبل از آن خیلی نامی از کلیایی در منابع تاریخی نیست و آنچه گه گاهی آمده نام محال سنقر در منابع تاریخی صفویه و افشار است.
در کتاب مجمع التواریخ در مورد ایلات وند اشاره ای در این حد شده که ایلاتِ وند (که بیگوند، صوفیوند، موسیوند، پشموند، پیره وند و … هم جزئی از آنهاست) سوای ایلات بزرگی همچون کلهر و زنگنه هستند و متفق با ایل زنگنه هستند و صاحب جایگاه و شوکت اند و نامی با پسوند وند خطاب می‌شوند.
کریم خان با اتکا به این ایلات به قدرت رسیده و در قدرت ماند. همچنین برای تحت نظر گرفتن و استفاده از نیروی آنها تعدادی از نیروها و سران ایلات را به پایتخت منتقل کرد که عده ای از نیروها و بزرگان ایل کلیایی و وندها هم از این جمله اند. با مرگ کریم خان و آغاز جنگ‌های داخلی بر سر قدرت، این بار کوردها هم در دو جبهه به سلطنت چشم دوختند. الله قلی خان زنگنه و خسرو خان اردلان. جانشینان کریم خان هم در جنوب و مناطق مختلف دیگر و آقا محمدخان قاجار در شمال. ایلات وند از جمله کلیایی هم بسته به اقتدار مدعیانِ زند یا به آنها می‌پیوستند یا بنا به خودسری می‌گذاشتند و به متحد و ایلِ هم زبان (سران زنگنه) می‌پیوستند. در جنگ معروف زنگنه با اردلان در منطقه سنقر، نصیر بیگ کلیایی از فرماندهان و پیشقراول سپاه بزرگ ۲۰ هزار نفری کرمانشاهان بوده که نهایتاً مغلوب سپاه کوچکتر کردستان شدند. سپاه کرمانشاهان شکست خورده و سر الله قلیخان زنگنه از تن جدا شد. خسرو خان اردلان به پیشروی ادامه داده و مناطق شمال غرب تا جنوب را تصرف کرد اما به دلیلی نامشخص از رویارویی با آقا محمد خان چشم پوشیده و هر چه که به دست آمده بود با عریضهٔ چاکرانه به خان قاجار تقدیم نمود. کلیاییها و ایلات وند با شکست الله قلی خان زنگنه از خسرو خان اردلان به کمک زندیه شتافتند و با قدرت گرفتن آقامحمد خان بنا به تبعید آنها به مناطقی همچون شمال شرق کشور بود اما اینان سرپیچی کرده و به موطن کرمانشاهان بازگشتند و از آنجا که همیشه اتحاد و نظم ایلی بزرگی در کرمانشاهان برقرار بوده آقا محمد خان به دیده اغماض نگریسته و بازگشت آنها را پذیرفت و با پایان کار زندیه، ایلات کرمانشاهان قدم به ارادت دولت قاجار پیش نهادند. از زمان محمد شاه قاجار و خصوصاً با استقرار محمد علی میرزا دولت شاه از جانب قاجار در کرمانشاه توجه بیش از پیش به تجدید حیات و تشکیلات ایلی شد. از خوانین کلیایی مطرح در این برهه صفی خان و پسرش علیمراد خان بودند که نقش چشمگیر آنها در تسخیر بغداد و دستگیری و سرکوب کیها پاشا عامل عثمانی در بغداد در وقایع عصر قاجار ضبط است که تبلور آن بعداً در نامهٔ ناصرالدین شاه به علیمراد خان به منظور اعطای فرمان ایل بیگی و اشاره به سوابق درخشان او و صفی خان و نیروهای کلیایی نمایان است. ظاهراً استقرار و پاقلعه او سطر بوده‌است. فرزندان علیمراد خان هم در آینده و به طَبَع و واسطهٔ خدمات او نام و نشانی در کلیایی یافتند و جسارت و ماجراجویی آنها در وقایع بعدی تا پایان قاجار مشهود و در اذهان و منابع ثبت شده‌است. از دودمان او صحبت الله خان، حسن پاشا خان امیرتومان و بعدها سردار اشرف، فرهنگ و امیر امجد و در زمان پهلوی، علی اکبرخان امجدی، پرویز فرهنگ و هوشنگ امجدی نامی شناخته شده هستند و با اصلاحات ارضی، انقلاب سفید و پایان رژیم ارباب و رعیتی و بعداً وقوع انقلاب اسلامی ۵۷ برای همیشه از خطه کلیایی رخت بربستند.
در مورد واژه کلیایی در برخی منابع کلیا در زبان اوستایی به معنی دام آورده شده که البته مانند خیلی از نظریه‌ها قطعی نیست.

## زبان مردم
مردم این شهر به کردی کلیایی تکلم می‌کنند.
عموماً در دسته بندیهای زبانی لهجه کلیایی در گروه گویش کردی مرکزی قرار می‌گیرد.
حوزه‌های زبان کردی بر طبق مناطق جغرافیایی مختلف عبات اند از:
اگر از کرانهٔ دریاچهٔ ارومیه ودقیقا از حد فاصل مناطق "دیزه دولی" و "سیندوس" خطی را آغاز و پس از عبور از "اشنویه" آن را به شمال "رواندز" متصل کنیم و پس از آن به سمت مغرب، تا رسیدن به "اکیری"، "دهوک"، "زاخو" و "شینگار" وعبور از حد واسط "قمیشلی" و"حسکه" امتداد دهیم و پس از گذشتن از جنوب"دربازیه " مستقیماً به "آفرین" و "کوه کورمانجاً وصل کنیم؛ همچنین اگر خط دیگری را از ناحیهٔ غرب "همدان" آغاز و پس از گذشتن از ناحیهٔ شمال "کرمانشاه" تا کرانهٔ دجله امتداد دهیم، این دو خط بریده همهٔ مناطقی را که در آن‌ها به زبان کُردی تکلم می‌شود به سه بخش تقسیم می‌کنند که در هر بخش آن، یکی از گویش‌های زبان کُردی، غالب است.
1. ' گویش شمالی': در شمال خط یکم واقع و این زیر گویش‌ها را در بر می‌گیرد؛ هرکی، دری (با فارسی دری اشتباه نشود) شکاک، جلالی (بایزیدی)، هکاری، بوتی، جزیری، آفرینی، دمبلی، بادینی.
2. 'گویش میانی': در جنوب خط اول و شمال خط دوم واقع و با خطی پررنگ مشخص می‌شود که به آن سورانی می‌گویند. اما در حقیقت سورانی زیر گویشی از گویش میانی است. در این ناحیه این زیر گویش‌ها وجود دارند؛ کلیایی، مکریانی، سورانی، سلیمانی، جافی، سنندجی، اردلانی و…
3. 'گویش جنوبی': در جنوب خط دوم، گویش جنوبی، گویش غالب است که این زیر گویش‌ها را دربر می‌گیرد؛کرمانشاهی، کلهری، ایلامی، پیروندی، لَکی و …

## پوشش مردمان
پوشش کلیایی‌ها همچون گویش آنها مشابه سایر ایلات کُرد منطقهٔ کرمانشاهان است.
پوشش خوانین متاخر کلیایی در عهد قاجار ترکیبی از لباس رسمی قجری و دستار کردی می‌باشد و اثری از پوشش کوردی غیر از دستار کوردی در پوشش آنها دیده نمی‌شود اما پوشش زنان کورد کاملاً کوردی و مشابه ایلات کورد مناطق کرمانشاهان و ایلام و تا حدودی طوایف لر است.
مطالب زیر توصیف پوشش کردهای استان کرمانشاه است: «قدیمی‌ترین لباس محلی کرمانشاه از جنس نمدی است که شاید قدمت چند هزار ساله دارد و از شواهد برمی آید که پیشینه استفاده از این لباس‌ها به زمان دامپروری و غارنشینی برسد. این لباس محلی قدیمی‌ترین لباس در مناطق عشایری است که در انواع کرک، فرجی و کله بان است و در گذشته بلندی و کوتاهی این لباس نشان دهنده جایگاه فرد در جامعه بوده‌است. کلاهی که مردان کرد در قدیم می‌پوشیدند شامل گه گور، نمدی و دست چن بود. گه گور کلاهی شبیه کلاه‌های دوره قاجار است که دور آن را با بندی می‌پیچند. کلاه نمدی از نمد درست می‌شود و کلاه دست چن، سوزن دوزی می‌شود. کمربند لباس‌های کردی از جنس چرمی و پارچه‌ای است و بستن این کمربند آدابی به همراه داشته‌است.
قدمت استفاده از شلوار کردی به دوران اشکانی می‌رسد و این نوع شلوار بر سنگ نگاره‌های مجموعه جهانی بیستون حجاری شده‌است. لباس بانوان شامل سربند، کلاه، کمرچین، پیراهن، جلیقه و شلوار است. پوشش سربند بانوان کرد در کرمانشاه ۳ نوع است که شامل کت، گل ونی و سرون می‌شود و زنان و دختران براساس سن و جایگاه یک نوع از این سربندها را به سر می‌بندند. گل ونی به خاطر وجود رنگ‌های شاد، مخصوص دختران جوان است و خانم‌های میان سال از سربندهایی به رنگ تیره و قهوه‌ای استفاده می‌کنند.
پوشش خوانین متأخر کلیایی، امامقلی خان امیری (سردار اشرف، متوفا به سال ۱۳۱۰ ه‍.ش)

## معیشت مردمان
دشت سطر با داشتن زمین‌های کشاورزی یک دست و مرغوب غالباً به صورت دیم کشت شده و می‌شود. سد سلیمان‌شاه با هدف آبیاری بخشی از زمین‌های دشت سطر و تأمین آب مصرفی سنقر احداث شده‌است. دامپروری نیز بخش عمده‌ای از درآمد جمعیت قابل توجهی از ساکنان بوده‌است.

## آداب و رسوم
رسوم مختلف مناطق کردنشین ریشه‌های تاریخی، دینی و گاه اساطیری دارد. هم چنین مراسمی نظیر جشن آغاز سال، چهارشنبه‌سوری و اعیاد مذهبی برگزار می‌گردد.
رقص کوردی وجه اشتراکی دیگر میان مناطق کورد نشین است.
واژهٔ «هه‌ڵپه‌ڕکه» که از کلمهٔ «هه‌ڵپه‌ڕ» به معنی «جنبش و تکان و در اصل به معنی حمله کردن» مشتق شده و از گذشته‌های دور به یادگار مانده‌است و چیزی فراتر از رقص عادی می‌باشد.
«چه‌مه‌ری» هنگام «غم و مرثیه» اجرا می‌شود.

## کلیایی در گذر زمان
تاریخ سنقر کلیایی، از زمان کشمکش‌های بین جانشینان نادرشاه افشار بر سر حکومت ایران بزرگ، تصویر روشن تری نسبت به دوران قبل از آن دارد، به عبارت دیگر مستندات قابل توجهی برای درک تاریخ سنقر و کلیایی و به تبع آن سطر، قبل از این تاریخ وجود ندارد. با این وجود، گمانه زنی‌هایی برای نمایاندن تاریخ کلیایی قبل از زندیان ارائه شده‌است که چکیده آن تا زمان علیمراد خان بیگوند کلیایی این‌گونه است: «ایل بیگوند به پاس وفاداری به خاندان صفویه زمانی که علیمردان خان و ابوالفتح خان بختیاری با کریم خان زند پیوند مثلث کرد و لُر را در دفاع از بازماندگان صفوی (شاه اسماعیل سوم) به وجود آوردند قدم ارادت پیش نهادند و در اردوی نوین زندیه ادغام شدند. ایل بیگوند که از آغاز قیام شاه اسماعیل صفوی در این طریق سر سپرده بودند به همین مناسبت در مآخذ تاریخی دوره صفویه چون سایر ایلات سرسپرده تحت عنوان قزل باش و در دوره نادری با نام اردوی شاهی و
امثالهم و در زمان ظهور زندیه، ایلات وند یا سپاه هزارة زند نامیده می‌شدند و لشکر فراوان زند متشکل از همین ایلات متحد بودند وگرنه ایلات زندیه خود شاید بیش از دویست سوار نداشتند.
در مقطعی، سلطان سلیم عثمانی (۹۲۶–۹۱۸هـ. ق =۱۵۲۰–۱۵۱۲م) بیش از چهل هزار نفر از طرفداران شاه اسماعیل صفوی (شیعیان) را از دم تیغ گذراند، خلیفه و نماینده او را از زندان درآورده و با نامه‌ای به فارسی تحت عنوان (بیا و بگو آنچه را دیده‌ای) برای شاه ایران فرستاد. نفوذ علمای عثمانی در مناطق غربی ایران بزرگ و عملکرد حوزه‌های قدرتمند علوم دینیه شافعی که امور مذهبی استان کردستان کنونی را در دست داشت و جزئی از سرزمین پهناور کردنشین ایران را تشکیل می‌داد موجب گردید که امرا و علما و اهالی آن سامان خط مشی شاه اسماعیل را نپذیرفته و بنابراین تمامی مسیر و مقصد کوچ ایل بیگوند را برای همیشه از طرف شمال محدوده زیستی سد کردند، پس توجه ایل بیگوند به جانب جنوبی زیستگاه کلیایی معطوف شد. ایل بزرگ زنگنه نیز در این زمان به حمایت از نهضت نوپای شاه اسماعیل آغاز کوچی فراگیر را به منطقه کرمانشاهان نهاده بود. ایلات بیگوند و زنگنه از لحاظ سیاسی و اجتماعی بافتی هماهنگ و ارتباطی منسجم داشتند که ناشی از اشتراک عقیده در مسئله پیوستن به شاه اسماعیل و پذیرفتن مذهب تشیع بود.
از این زمان حرکت‌های تاریخی ایل بیگوند در مناطق مختلف ایران مرکزی و فارس و خراسان و افغانستان برای دفاع از استقلال و تمامیت ارضی ایران آغاز گردید و به پاس این حمایت و طرفداری املاک وسیع و حاصلخیز منطقه کلیایی در مقابل آنچه که در زیستگاه زمستانی در شمال کردستان و سلیمانیه در عراق کنونی از دست داده بودند به آن‌ها واگذار گردید. توجه بیش از حد والیان اردلان و امرای ترک (عثمانی) در ماورای دیاله به منطقه کلیایی موجب گردید که بیگوندها تا اوایل دوره افشاریه (۱۱۴۸ هـ. ق) و یکپارچگی ایران بزرگ، یاسای ایلی را در پیش گرفته و بر دوش اسب در سپاه قزلباش روزگار بگذرانند و در این دوران، حکومت منطقه کلیایی که شامل ایل و مرکز و اهالی ثابت (دهقانان) است در تواریخ و مآخذ با عنوان سنقر یاد شده‌است. در زمان شاه صفی (۱۰۳۸ – ۱۰۵۲ هـ. ق) حکومتی به نام سنقر (ایل بیگوند) و کلهر در این ناحیه ایجاد و به خوانین زنگنه تفویض شد زیرا سران زنگنه شاهرخ بیگ و شیخعلی خان فرزندان علی بیگ (آلی بالی بیگ) مورد توجه دربار صفوی بودند و شاهرخ بیگ زنگنه به این مقام منصوب گردید.
پس از مرگ کریم خان زند به سال ۱۱۹۳ ق در شیراز، خاندان زند و متحدین آن‌ها به سبب عدم لیاقت بازماندگان او دچار هرج و مرج و آشفتگی و اختلاف آرا شدند، به‌طوری‌که در همین سال چهار تن از سران زندیه، ابوالفتح خان، علی مرادخان، محمدعلی خان و صادق خان (۱۱۹۳ – ۱۱۹۶) یکی پس از دیگری بر سریر سلطنت تکیه زدند و تنها وفای به عهد متحدین زندیه (ایلات وند) و علاقه آنان به ایران و استقلال آن بود که بازماندگان کریم خان را تنها نگذاشتند. علی همت خان حاکم کلیایی بعد از مرگ جعفرخان زند به فرزندش لطفعلی خان زند جهت بازپس‌گیری حکومت کمک کرد و از متحدین لطفعلی خان زند به همراه ایل مافی گردید چونکه قبلاً از طرف جعفرخان پدر لطفعلی خان حاکم کازرون شده بود (نامی ۱۳۷۲ و محمدعلی سلطانی صف ۹۱۹ سال ۱۳۷۲). در این دوران الله قلی خان زنگنه که برای تصاحب تاج و تخت ایران چیزی کم نداشت به دعوی سلطنت افتاد. او به جای عملکرد سیاسی و ایجاد اتحاد و همبستگی با همسایگان به تحریک محمد رشید بیگ وکیل کردستانی برای سرکوبی خسروخان اردلان که علی‌رغم نظر خان زنگنه از در مسالمت درآمده و اظهار اطاعت می‌کرد مصمم به حمله بر سنندج و محال اردلان گردید. ایل بیگوند آن عده که در کرمانشاهان مانده بودند و ریاست آن‌ها با نصیر خان کلیایی برادر علی همت خان بود؛ در راه هدف الله قلی خان به امید به سلطنت رسیدن زنگنه پس از زندیه با او هم داستان شدند؛ اما هیچ‌گاه موفق نشدند و مقدر نبود. آن طور که در متن تواریخ دربارهٔ این مسئله آمده‌است با هیچ عقل و منطقی، شکست اردوی بیشمار الله قلی خان زنگنه با امکانات بیش از حد تصور آن، از سپاه اندک خسرو خان اردلان قابل تصور نبود اما خسرو خان با تمام کمبودها پیروز گردید و صاحب همه چیز شد.
صاحب تحفه ناصری در برخوردهای نصیرخان کلیایی در این نبرد می‌نویسد: خسرو خان، خان احمد خان پسرش و میرزا یوسف وزیر را با دویست سوار ابوابجمعی به پیش قراولی مأمور نموده و از آن طرف الله قلی خان زنگنه هم محمد رشید بیگ وکیل و نصیر خان کلیایی و هزار سوار آزموده را از جلو اردو فرستاده از قضا نیمی از شب گذشته پیش قراولان هر دو لشکر به هم برخورده خان احمدخان و میرزا یوسف با نهایت جلادت و مردانگی بر آن‌ها حمله آورد جمعی را مقتول و مجروح و برخی را اسیر کرده بقیه سواران زنگنه تاب مقاومت نیاورده به جانب اردوی الله قلی خان رفتند. در صف آرایی دو سپاه در روز بعد، الله قلی خان نظر به سستی سپاه کردستان کرده، با دو هزار سوار پیش آمده و به محمد رشید بیگ و نصیر خان کلیایی اجازه داد که بر سپاه والی حمله ببرند، وکیل و نصیر خان متهورانه به سپاه کردستان یورش برده، خان احمدخان و … که در رشادت و دلیری همسر نداشته با سواران جمعی خود برگشته و قدم به میدان جانبازی گذاشته به قشون الله قلی خان حمله برده جمعی را قتیل و بعضی را دستگیر و بقیه را مغلوب و منهزم نمودند؛ الله قلی خان نیز با تمام رشادت توسط یکی از افراد عادی سپاه خسرو خان دستگیرشده و سرش از تن جدا می‌گردد. محمد رشید بیگ و نصیر خان نیز اسیر می‌شوند. پس از این واقعه کلیایی و سراسر کرمانشاهان در تصرف خسرو خان اردلان قرار می‌گیرد؛ و چون به طرف ملایر و تویسرکان و گزاز و فراهان و گلپایگان و … پیشروی می‌کند، جعفر خان زند به یاری ایلات (وند) به جلوگیری از او آمده با اینکه طوایف باجلان و نانکلی خود را به قلب سپاه زده باعث هزیمت خسرو خان شدند اما عاقبت جعفر خان مغلوب گردید و روز پنج شنبه ۲۴ شهر شعبان ۱۲۰۰ ق خسرو خان اسیران سپاه زندیه و سایر گرفتاران را با جواهرات سلطنتی که از جعفر خان گرفته بود، به حضرت شهریار آقا محمد خان با عریضه چاکرانه فرستاد و به طرف کردستان در مراجعت آمد و آقا محمد خان فرمانی بر تحسین و تهنیت این فتح و تفویض ولایت سنقر و کلیایی به افتخار خسرو خان صادر نمود …. محمد شاه قاجار در مقابل طرفداران محمد حسین میرزای حشمت الدوله حکمران کرمانشاهان (کلهر و زنگنه) به تجدید حیات ایلی و تشکیلات سیاسی آن‌ها اقدام کرد. با استقرار دولتشاه، ایل بیگوند در تکرار تاریخ حماسه نهضت شاه اسماعیل صفویه را تجدید کردند و در نبرد با کهیا پاشا سردار عثمانی صفی خان و علی مراد خان کلیایی (فرزندش) با سواران ایل بیگوند و طوایف ابوابجمعی آن‌ها که مقدمه الجیش بودند، کهیا پاشا را به اسارات درآوردند و فتح بغداد با خوانین موصوف و سواران آن‌ها و ایلات زنگنه و کلهر که در رکاب ظفر انتساب آن شاهزاده عالی مکان بوده‌اند واقع گردید.»
مطالب فوق برگرفته از کتاب شهریاران کرد و قول مشهور مورخین در باب تاریخ کلیایی و سنقر، از آغاز حکومت شاه اسماعیل صفوی تا عهد محمدشاه و ناصرالدین شاه قاجار است. در واقع علی همت خان و نصیر خان بیگوند کلیایی با همراهی سایر ایلات غرب مرکزی نقش قابل توجهی در به قدرت رسیدن و تثبیت حکومت زندیان داشته‌اند. از آن پس نام فوج کلیایی بیشتر از پیش بر سر زبان‌ها می‌افتد، به گونه‌ای که در دوره قاجاریان، حرکات قابل توجهی از سوی فوج کلیایی در قالب ارتش ایران و در جریان جنگ‌های هرات و زد و خوردهای گاه و بی گاه ایران و عثمانی رخ می‌دهد. از جمله خوانین مورد توجه دربار قاجار، علیمراد خان کلیایی بوده که ناصرالدین شاه فرمان ایل بیگی کلیایی را به او تفویض کرده بود. علیمراد خان در سطر سکونت داشته و بنای حمام سطر از یادگارهای اوست.
در جریان جنگ هرات چون محمد یوسف میرزا به عنوان حاکم از سوی دولت ایران به سال ۱۲۷۲ هـ. ق در هرات به حکومت نشست، دوست محمد خان حاکم کابل و قندهار پس از دست یکی کردن با انگلیس قصد استیلا بر هرات داشت. محمد یوسف میرزا از حسام السلطنه حاکم خراسان یاری خواست ولی پس از رسیدن سپاه ایران محمد یوسف میرزا راه خیانت رفت. این بار حسام السلطنه، خود به هرات حرکت نمود و آن شهر را در محاصره گرفت. هرات از رمضان ۱۲۷۲ تا ۲۵ صفر ۱۲۷۳ در محاصره سپاه ایران بود و در این مدت با وجود تهدیدات انگلیس و کوشش‌های دوست محمد خان، حسام السلطنه از آنجا دست برنداشت تا عاقبت در ۲۰ صفر ۱۲۷۳ حصار مستحکم هرات گشوده شد. در این محاصره و تصرف، سواران کلیایی به فرماندهی اسدالله خان سرتیپ بیگوند شرکت داشتند، رضاقلی خان هدایت می‌نویسد: کلبعلی خان افشار با فوج کنگاور و کلیایی و فوج خدابنده لو از سمت برج فیل خانه به خدنگ دیدهٔ مور و مار می‌دوختند. بدین گونه سواران وطن دوست ایرانی و سرداران جان نثار آنان از شرق تا غرب و از شمال تا جنوب برای استقلال، سربلندی و تمامیت ارضی ایران اسب تاختند و شمشیر زدند، کشتند و کشته شدند و آرمانی جزء سربلندی وطن و سرکوبی خصم نداشتند.
بعد از استقرار مجدد حکومت مشروطه، اهالی رنجدیدة کلیایی از ظلم و بیدار و چپاول زندگی خود به دست فرمانفرما و ایادی او به جان آمده بودند. با توجه به هواداری مصلحتی فرمانفرمااز دولت مشروطه، عده‌ای از خوانین کلیایی (از جمله حسن پاشاخان، سردار اشرف و امیر امجد) در این برهه جبهه مخالف او را تقویت کرده و به حمایت از سالارالدوله (مدعی حکومت و مخالف دولت مشروطه) قیام نمودند.
بعد از دفع سالارالدوله توسط دولت مرکزی و هواداران آن‌ها (از جمله بختیاری‌ها)، جنگ‌های داخلی به علت اختلافات سران طایفه بیگوند، دامنگیر مردمان کلیایی شد. در یک سو امیر امجد و در مقابل او فتح السلطان فرهنگ (ساکن در سطر) و طرفداران آن‌ها قرار داشتند که این درگیری‌ها صدمات قابل توجه و حتی در مقطعی آوارگی مردم سطر (در پی حکومت یافتن امیر امجد بر سنقر و کلیایی از سوی حکومت مرکزی) را در پی داشت و در پی آن، ورود فرهنگ و افراد و اهالی او به منطقه سنجابی با درگیری‌های ایل سنجابی و قوای روس مستقر در کرمانشاه مصادف می‌شود و رشادت‌های قابل توجهی از سوی فرهنگ و سواران او در سنجابی (در برابر قوای اشغالگر روس) نمایان می‌شود. در رثای این جنگاوری شعر زیر از شاعر محلی ناشناس به جای مانده: «وه ملهٔ چوتاو تا ملهٔ مئ کوش / ئاقه خان چری طاماز خان بوکوش/ ئاقه خانم روو طاماز خانم روو/ کاریل یه کایک فه ت سولطانم روو».
استاد اردشیر کشاورز شرح دقیقی از شرایط ایلات غرب مرکزی از جمله ایل کلیایی و اقدامات خوانین مطرح در مقطع زمانی جنگ اول جهانی ارائه می‌دهد: " حوالی پدیده جنگ جهانی اوّل و بعد از رخ داد جنگ که غرب کشور، کردستان و کرمانشاهان آماج تهاجم نیروهای روس تزاری قرار گرفت، در غرب کشور دوره‌ای به وجود آمد که در گذر عُمر تاریخ با عنوان دوره هرج و مرج یا عصر عشایری شناخته شده‌است. بنا به آنچه مستندات تاریخی حکایت دارد، با توجّه به حضور نیروهای بیگانه درگیر در جنگ، تعدادی از سران و سرداران عشایری یا در گروه هواداران روس و انگلیس و اقمار آنان با عنوان متفقین قرار گرفتند، یا همراه آلمان و عثمانی به عنوان کشورهای محور یا متحدین شدند؛ و لذا در آن برهه از زمان حَسَب ماه‌هایی از سال ۱۳۳۳ و ۱۳۴۴ هجری قمری عباس خان سردار رشید کردستانی و سنجرخان نرانی و همراهان آنان در حوالی روستاهای فقیه سلیمان با قوای روس به فرماندهی مامانوف وارد جنگ شده و ضربات سختی را بر نیروهای ژنرال روسی که در سنندج موضع گرفته و مستقر بودند وارد کردند. در کرمانشاهان نیز با ورود نمایندگان کمیته دفاع ملّی به کرمانشاه طرح تشکیل اردویی عشایری جهت مقابله احتمالی روس‌ها که در جبهه‌های قم و ساوه سرگرم جنگ‌های شدید و سخت با نیروهای ملی و محلی و ژاندارم بودند، مدّ نظر قرار گرفت و بر این اساس مقرر شد که به حمایت از آلمان و عثمانی با تأمین سلاح کافی و تعلیمات صحیح و تعیین وجوه معاش جهت نیروهای عشایری، اردویی شکل گیرد که حداقل نفرات آن سه هزار نفر باشد و لذا رؤسای عشایر کرمانشاهان پذیرفتند تا نسبت تأمین سواران جنگجوی عشایری به این صورت اقدام نماید. ایل سنجابی ششصد سوار- کلهر ششصد سوار- گوران چهارصد سوار- کلیایی دویست سوار- احمدوند بهتویی پنجاه سوار و … و همچنین دویست و پنجاه پیاده از کرند آماده رویارویی گردیدند.
در چنان وضعیتی که روس‌ها آماده می‌شدند نیروهای ملّی را در جبهه‌های مختلف از سر راه خود برداشته و در نهایت به واسطه محاصرهٔ چهارده هزار نیروی انگلیسی به فرماندهی ژنرال تاونشند در کوت العماره عازم آن منطقه شده و با ایده شکست نیروهای سرهنگ علی احسان بیگ، شهرهای غربی کشور را درنوردیده و پشت سر بگذارند، دچار این بیم و واهمه نیز بودند که مبادا در آن اوضاع و احوال قشون عثمانی و احیاناً سربازان آلمانی از طریق کرمانشاه و همدان به مهاجرین پیوسته و به اتفاق عشایر ایرانی و قوای ژاندارمری و داوطلبان ملّی، محلی و عشایری عزم تهران کرده و نقشهٔ تسخیر پایتخت را به مرحله اجرا بگذارند. به هر روی جنگ بزرگ که روز به روز جهان آن روزگار را بیشتر از پیش به کام آتش خود فرومی بُرد و در آن وضعیت حاد و خطرناک اروپا و آسیا و بخشی از آفریقا عملاً درگیر جنگ رویاروی بود، آلمان هم بر آن بود با عبور از خاک ایران و ورود هیئت‌هایش به افغانستان و راهی شدن به شبه قاره هند، دامنه آتش جنگ را به آسیای مرکزی و آسیای میانه بکشاند تا شرق دور نیز از این لهیب آتش جنگ در امان نماند اما حایل تمامی مناطقی که ذکر شد، کشور ایران بود که کشور و دربار و شاه و مستوفی الممالک رئیس الوزرا آن همچنان پیرو سیاست بی‌طرفی اعلام شده در اوّلین سال شروع جنگ بودند.
آلمان برای شکستن بن‌بست ایجاد شده بر آن بود تا با اعزام هیئت‌ها و میسیونرهای سیاسی و نظامی در سراسر خاک کشور ایران زمینه یک قیام ملّی و شورش عمومی را در تمام نقاط کشور ایران پدیدآورند و در راس چنین ایده و اندیشه‌ای آتاشه میلی تر یا وابسته نظامی سفارت آلمان در ایران شخصی به نام (کُنت کانی تس) بود که به انجام اقداماتی عمومی در سطح ولایات و ایالات ایران و ایلات و عشایر دست زد و امیدواریش هم به نیروهای عشایری بود که تحت امر رؤسای ایلات و عشایر فراهم آورده بود. او خوب هم می‌دانست با توجّه به دور بودن نیروهای آلمانی از جبهه‌های جنگ غرب کشور، امیدی به وصول جنگ‌افزارهای آلمانی تا پیش از رسیدن به سال ۱۹۱۶میلادی نیست و بر این اساس مصمم بود با همین آمادگی ضرباتی ناگهانی را به روس‌ها وارد کرده تا شاید مانع از تهاجم و یورش روس‌ها شود، امّا خواندیم که روسیان بخش‌هایی از کشور ایران را آماج تهاجم و تصرف خود قرار داده بودند. «کانی تس» توسط نیروهای عشایری که در غرب کشور فراهم آورده بود، در زمستان سال ۱۳۳۴ هجری قمری گذرگاه‌های شمالی را تحت نفوذ قرار داد و ضمن سازمان دهی و آموزش نیروهای ایرانی در پشت جبهه، هیئت‌هایی را به میان عشایر کرمانشاهان و کردستان اعزام کرد.
در کرمانشاهان در راس ایل کلهر سلیمان خان امیراعظم و عباس خان امیر معظم پسر و نوهٔ داوود خان کلهر و پسران شیر محمدخان صمصام الممالک سنجابی، قاسم خان سردار ناصر، علی اکبر خان سردار مقتدر و حسین خان سالار ظفر سنجابی از موفقیت اجتماعی و عشایری برتری برخوردار بودند. در منطقه کلیایی حسینقلی خان امیرامجد کلیایی و امان‌الله خان فتح السلطان و دیگرانی حضور داشتند که در دسته‌بندی‌های حمایت از متفقین و متحدین وارد شده بودند، از جمله سلیمان خان امیر اعظم کلهر از روس و انگلیس و عباس خان امیر معظم از آلمان و عثمانی طرفداری می‌کردند، پسران شیرخان سنجابی هوادار آلمان و عثمانی بودند و اصولاً عشایر سنجابی تنها ایلی بودند که به صورت متحد و یکپارچه از آلمان و عثمانی حمایت می‌کردند و در این راه سختی‌ها و مصایب بسیاری دیدند.
در منطقه سنقر و کلیایی، امیر امجد، هوا خواه روس و انگلیس و فتح السلطان طرفدار آلمان و عثمانی بودند و … بر این مبنا و جهاتی دیگر کفهٔ قدرت در ناحیه غرب کشور به نفع آلمان و عثمانی می‌چربید. اول اینکه کرمانشاهان و کردستان از ابتدای جنگ به صورت منطقه نفوذ آلمانی‌ها درآمده بود و عامل آن نیز مسیو شونمان کنسول آلمان در اراک بود که محل سازمانی خود را ترک کرده و در کرمانشاه اقامت گزیده بود و همو بود که ترتیب ورود سلاح‌های آلمانی را از خطوط شمن دفرهای مرزی کشور ایران و خاک بین‌النهرین که در گسترهٔ ارضی امپراتوری عثمانی قرار داشت داده بود. این سلاح‌ها بعد از تخلیه با چهارپایان به داخل خاک ایران حمل و در کاروان سراهای قصرشیرین از جمله کاروان سرای هارون یهودی، انبار می‌شد تا در زمان مقتضی بین افراد عشایری تقسیم شود. چنین اقدامی از جانب شونمان آلمانی، مضاعف بر دیگر اقدامات وی در غرب کشور محسوب می‌شد که از جمله می‌توان به ریشه کن کردن کلیّه عوامل اختلافی در منطقه و در نهایت بیرون کردن کنسول‌های روس و انگلیس از کرمانشاه و همدان از محل‌های آنان بود اشاره کرد، مضاف بر این موارد، ورود عثمانی‌ها و استقرار قشون آن‌ها در نواحی غرب کشور ایران، عامل دیگری بود که موقعیت مأموران آلمانی و طرفداران سیاست آلمان را تقویت می‌کرد و لذا چنین عواملی موجب گردید، تا آلمان‌ها صفحات غرب کشور را به عنوان مناسب‌ترین پایگاه سیاسی و نظامی خود برگزینند و در اجرای اقدامات سیاسی و نظامی مشترک ملّیون ایرانی و عوامل آلمانی، کردستان و کرمانشاهان به صورت کلی، منطقه‌ای محسوب شد که به موجب آن مأموران آلمانی وظیفه یافتند با همکاری کمیته دفاع ملّی و قوای ژاندارمری و نیروهای عشایری، منطقه را از وجود کلّیه عناصر غیر مطمئن پاک و سازمان‌های حساس را تحت کنترل خود درآورند".
در نهایت، شرایط جنگ جهانی اول به سود طرفداران قوای محور (آلمان و …) نبوده و فرهنگ تحت نظر روس‌ها در کرمانشاه ساکن می‌شود. اما تلگراف زیر نگرانی حاکم کرمانشاه را از گسستن امورات عشایری سطر و کلیایی با ادامه ماندن فرهنگ در کرمانشاه نشان می‌دهد. نهایتاً فرهنگ با وساطت روحانیون ذی نفوظ قباله حکومت سطر را بازمی‌یابد و به منطقه بر می‌گردد.
تلگراف حکومت کرمانشاه به وزارت داخله نمره ۲۹۲، ۱۱ شعبان ۱۳۳۵.
راجع به ارتفاع محظورات خارجی و استحلاض فتح السلطان شرح مبسوطی به جناب ژنرال پاوانف فرمانده کل قشون دولت بهیه روس نوشته و مراتب را بعد به عرض حضور مبارک تقدیم خواهد داشت ولی اجمالاً عرض می‌کنم معاملات نظام اناً فاناً و مأمورین خارجه خیلی شدید و وخیم است و می‌ترسم عاقبت اسباب زحمت بزرگی فراهم شده رشته امورات عشایری از هم گسیخته گردد [۶].
در جریان وقایع اواخر دهه بیست و اوایل دهه سی هجری شمسی خواننین کلیایی رویکردهای متفاوتی داشتند. خوانین مهم همچون فرهنگ ظاهراً درگیر جریانات سیاسی نشدند اما افرادی همچون تورج حیدری بیگوند، سیروس خان و علی اوسط خان امجدی رویه متفاوت و جانبدارانه از جریانات آزادی‌خواهی کشور در پیش می‌گیرند.
ماوقع را منصور یاقوتی این‌گونه بیان می‌کند: «علی اوسط خان امجدی مالک روستای میدان بود که من آموزگار آنجا بودم. چه مالکی؟ حتی اتاقی از خود نداشت که در آن بخوابد. بزرگمردی بود که نظیرش در هر قرنی کم پیدا می‌شود. با روی کارآمدن دولت مصدق داوطلبانه تمام زمین‌هایش را بین روستائیان میدان تقسیم کرده بود. روستائیان میدان یک چِمچَه دوغ به او ندادند! نه به او، به هیچ‌کس! تورج حیدری بیگوند یکی دیگر از خوانین کلیایی است که در تاریخ معاصر و جنبش چپ و برابری خواه نامی بسیار آشناست. تورج از امیران و بزرگان ایل خود بود. نمی‌توانست از یک جریان دنباله روی کند. او خود، لیدر بود. اگر به دنباله روی می‌افتاد ایل رهبری او را کنار می‌زد. من دانش آموز دبیرستان بودم که از دهان مادرم شنیدم که «سیروس خان» از هواپیما پیاده نشده، مأموران ساواک او را دستگیر کرده و زیر شکنجه به قتل رسانده‌اند.
نخستین شمارهٔ جریده «باختریان» در مورد آزادی انتخابات و اقدامات آزادی خواهانه دولت ملی دکتر مصدق و تشریح مسایل سیاسی پرداخته‌است. فتاح خان امیری کلیایی در مقالات خود بزرگ‌ترین خدمات خود را آگاهانیدن مردم از نیکی‌ها و بدی‌ها و پیش‌آمدهای جهان و ایران و تشویق خادمین و میهن پرستان و نیز تشریح اوقات رقّت بار زندگی کشاورزان در آن زمان دانسته. یکی از نکات مهم و بدیع «باختریان» قیمت آن بود که برای کشاورزان، کارگران و فرهنگیان نصف بها بود. این روزنامه علاوه بر درج اخبار سیاسی، اجتماعی کرمانشاه اقدام به نشر اخبار و تفسیر متعدد سیاسی ایران و جهان نموده و در ادامه پشتیبانی ازاقدام دولت وقت (دکتر مصدق) به تبلیغ خریداوراق قرضه پرداخت». کودتا که می‌شود فتاح خان زندگی در روستا را ترک کرده و اختیار زمین و ملک را به خان سرکوبگر و دیکتاتوری می‌دهد که به طرفداری از کودتا به هواداران حزب توده درروستای «هفت آشیان» حمله می‌کند. روستائیان که پیرو راه علی اوسط خان امجدی بوده‌اند، با داس‌های بلند که «کران توی» گفته می‌شود و با بیل و چوب با چماقداران هوادار شاه و کودتا درگیر می‌شوند. خان دیکتاتور با اراذل و اوباش خود مقاومت روستائیان طرفدار دکتر مصدق را درهم می‌شکند. در واقع خان‌های کلیایی هم مثل شب و روز، تفنگ وپرنده، آزادی واستبداد، دروغ و راستی، نیکی وبدی دنیاهای متفاوتی داشتند.»

## روستاها
- جوب کبودسفلی
- جوب کبودعلی
- چرخلان
- چشمه قط
- چهارملان
- سیردوله
- سیرکوه
- تلخستان
- باباشیخ علی

صفائیه (شاهگدار)
- قلعه حاج امین
- گلویج
- چشمه طوران
- بَروسان
- شورآباد
- چشمه قلعه
- بابا شیخ علی
- داشتیبلاغ
- نخود تپه
- دو گل بنده
- کل سفید
- چشمه گیلان

## آب و هوا
آب و هوای منطقه کلیایی و سطر، سرد و خشک می‌باشد؛ زمستان آن سرد و طولانی است؛ تابستانش گرم و کوتاه، بهارش وحشی و پاییز آن خسته‌کننده است. زمستان این منطقه از اواسط نوامبر (آبان) شروع شده تا اواخر آوریل (فروردین) ادامه دارد و ماه ژانویه (دی) سردترین ماه سال است و در این ماه متوسط حداقل دمای هوا به ۴/۱۱- درجه سانتی‌گراد و روزهای یخبندان آن در سال به ۱۰۹ روز می‌رسد. تیر و مرداد گرم‌ترین ماه‌های سال می‌باشند.

## جاذبه‌های طبیعی و تاریخی سطر و بخش کلیایی
- سد جامیشان
- سراب گلویج
- سیمنلی واقع در دربند سطر
- دره زیبا و رودخانه کانی پری
- طبیعت کوهستانی خانقاه
- قلعه کریم خان رستمی موسیوند کلیایی در روستای آگاه علیا 
- حمام سطر (بنای آن به دست علیمراد خان به عهد محمد شاه یا اوایل حکومت ناصرالدین شاه صورت گرفته‌است)
- پل امجدی بر روی رودخانه گاورود
- قلعه عزت اله خان در روستای سیرکوه